# Totoaba
Il totoaba o acupa di Macdonald (Totoaba macdonaldi (Gilbert, 1890)) conosciuto anche come totuava, è una specie di pesce marino, il più grande membro della famiglia degli Sciaenidae, che vive principalmente nel Golfo di California in Messico. In precedenza abbondante e oggetto di una pesca intensiva, il Totoaba è diventato raro ed è quotato al CITES (la Lista Rossa IUCN delle specie minacciate) e all'Endangered Species Act (ESA). Questo pesce è molto consumato in Cina, dove la propria vescica natatoria viene usata nella medicina tradizionale locale per le sue presunte proprietà contro le emorragie. Inoltre viene chiamato anche la "cocaina acquatica" ed è oggetto di pesca di frodo. e di scambio nel mercato illegale.